# Teatr Kreatur
Das Teatr Kreatur war ein 1988 von Andrej Woron gegründetes Theater, welches im Theater Am Ufer am Tempelhofer Ufer in Berlin-Kreuzberg seine Spielstätte hatte. Das Theater am Ufer selbst war bereits 1987 von einem privaten Förderer gegründet worden.

## Geschichte
Das Teatr Kreatur wurde 1988 vom gebürtigen Polen Andrej Woron gegründet, der damit die Tradition der polnischen Theateravantgarde aufgriff. Bereits die zweite Produktion, Die Zimtläden (1990) nach Bruno Schulz, wurde zu einem Riesenerfolg. Die dritte Produktion, Das Ende des Armenhauses nach Isaak Babel, wurde 1992 als erste freie, d. h. von Staats- und Stadttheatern unabhängige Produktion zum Berliner Theatertreffen eingeladen.
Nach 16 Jahren verließ das Teatr Kreatur 2003 die Räumlichkeiten am Tempelhofer Ufer; das Theater Am Ufer wurde dem Hebbel-Theater angegliedert.
Seit 1998 arbeitet Andrej Woron als freier Regisseur für Oper und Theater mit Engagements u. a. am Berliner Ensemble, Theater Konstanz und am Nationaltheater Mannheim.
Eine Figur in Ulrich Woelks Roman Nacht ohne Engel (2017) ist Mitglied des Ensembles des Teatr Kreatur und spielt in Das Ende des Armenhauses einen Sargträger.

## Auszeichnungen
- Kritikerpreis der Berliner Zeitung 1996[7]
- Friedrich-Luft-Preis 1993

## Stücke
(Auswahl)
- Die Zimtläden von Bruno Schulz (in einer Theaterfassung, 1990)
- Das Ende des Armenhauses nach Isaak Babel (1992)
- Zug des Lazarus von Rüdiger Schaper (1994)
- Prophet Ilja von Tadeusz Sobodzianek (1995)
- Merlin – Eine andere Geschichte von Tadeusz Slobodzianek (1997)
- Wir gehen von Anouk Meyer (2000)
- Hahnenkämme nach Christoph Klimke (2001)